# Kontering
Kontering er noget man gør i bogholderiet. For at holde styr på økonomien, herunder kontantbeholdning, passiver og aktiver har et firma altid en kontoplan. Det er ikke bankkonti vi taler om, men interne konti som man konterer indtægter og udgifter på.
I praksis laver man dobbeltbogholderi, så når man debiterer en konto, krediterer man en anden med det samme beløb.
Hvis du f.eks. køber en reklame, kunne man forestille sig, at du krediterede kassebeholdningen med 500 kr, og debiterede kontoen "Salgsfremmende omkostninger". Det kaldes kontering.